# Акт про капітуляцію Німеччини

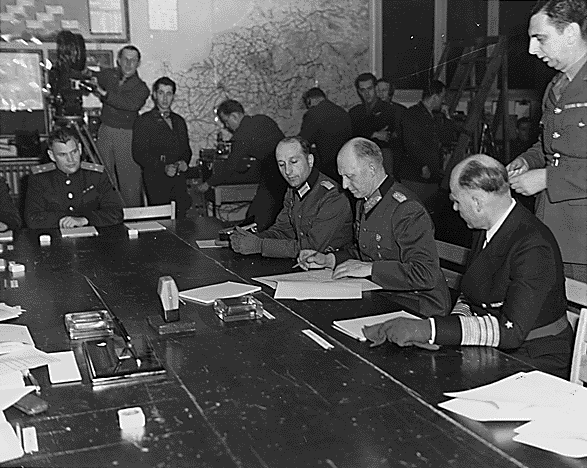
Генерал-полковник Альфред Йодль підписує Акт про капітуляцію в Реймсі

Акт про капітуляцію німецьких збройних сил (англ. German Instrument of Surrender, фр. Actes de capitulation de l'Allemagne nazie, нім. Bedingungslose Kapitulation der Wehrmacht) — юридичний документ, який встановив перемир'я на спрямованих проти Німеччини фронтах Другої світової війни, зобов'язав німецьких військовослужбовців до припинення опору, здачі особового складу в полон та передачі матеріальної частини збройних сил противнику. Фактично означав вихід Німеччини з війни. Був підписаний представниками Верховного командування вермахту, верховного командування західних союзників та Радянського Союзу.
Первинний акт був підписаний о 03:41 (за центральноєвропейським літнім часом, UTC+2) 7 травня 1945 року у школі «Сучасний і технічний коледж» у місті Реймс, Франція, яка під час Другої світової війни була перетворена на Головний штаб союзницьких експедиційних військ. Начальник Оперативного штабу ОКВ генерал-полковник Альфред Йодль підписав Акт як представник вермахту. Капітуляцію приймали: від англо-американської сторони генерал-лейтенант армії США, начальник Головного штабу Союзних експедиційних сил Вальтер Беделл Сміт, від СРСР — представник Ставки Верховного Головнокомандування при командуванні союзників генерал-майор Іван Суслопаров. Також Акт підписав заступник начальника Штабу національної оборони Франції бригадний генерал Франсуа Севез як свідок. Документ мав набрати чинність через добу — 9 травня о 00:01 (UTC+2). Документ був складений англійською мовою, і тільки англійський текст визнаний офіційним. Однак, первинний акт не був визнаний Радянським Союзом й на вимогу Сталіна, о 22:43 (за центральноєвропейським часом, UTC+1) 8 травня в передмісті Берліна Карлсгорст відбулася церемонія вторинного підписання акту про капітуляцію Німеччини.[⇨], який набув чинності того ж дня о 23:01 (UTC+1), що стало офіційним моментом завершення Другої світової війни в Європі. Дата офіційного оголошення про підписання капітуляції (через різницю в часових поясах 8 травня в Європі та Америці, 9 травня в СРСР) стала святкуватися як День Перемоги відповідно в Європі та в СРСР.

## Ідея капітуляції та підготовка тексту акта
Ідея капітуляції Німеччини була вперше оприлюднена президентом Рузвельтом 13 січня 1943 року на конференції у Касабланці і відтоді стала офіційною позицією Об'єднаних Націй. Проєкт тексту капітуляції з січня 1944 р. розробляла Європейська консультативна комісія; текст (називався «Умови капітуляції Німеччини») був узгоджений у кінці липня та схвалений главами союзних урядів. Цей великий документ був надісланий, зокрема, до Вищого Штабу Союзних експедиційних сил (Supreme Headquarters Allied Expeditionary Force-S.H.A.E.F), де його, проте, сприймали не як обов'язкову інструкцію, а як рекомендації. Тому коли 4—5 травня 1945 р. питання про капітуляцію Німеччини постало практично, у союзному штабі не скористалися існуючим документом (можливо, побоюючись, що суперечності, які містяться в ньому, ускладнять переговори з німцями), а розробили свій короткий, суто військовий документ, який у кінцевому підсумку і був підписаний. Текст був розроблений групою американських офіцерів з оточення союзного головнокомандувача Дуайта Ейзенхауера; основним автором тексту був полковник Філімор із 3-го (оперативного) відділу SHAEF. Для того, щоб він не суперечив проєкту Європейської комісії, за пропозицією англійського дипломата посла Вайнанда в текст документа була внесена стаття 4, яка передбачала можливість заміни цього акта «іншим генеральним документом про капітуляцію, укладеним Об'єднаними Націями або від їхнього імені».

## Часткові капітуляції
Загальній капітуляції Німеччині передувала серія часткових капітуляцій найбільших з'єднань, що залишалися у Третього Рейху.
29 квітня 1945 року акт про капітуляцію групи армій «С» (в Італії) підписав у Казерті її командувач генерал-полковник Г. Фітінгоф-Шеєле.
2 травня 1945 року перед Червоною армією капітулював берлінський гарнізон під командуванням Гельмута Вайдлінга.
Того ж дня, у нового глави німецького уряду грос-адмірала Карла Деніца відбулася нарада. Оцінивши військову обстановку як безнадійну, учасники наради вирішили зосередити головні зусилля на тому, щоб врятувати якомога більше німців від Червоної армії, уникаючи військових дій на Заході та продовжуючи дії проти англо-американців тільки тією мірою, якою вони перешкоджатимуть спробам німецьких військ ухилитися від Червоної армії. Оскільки ж, зважаючи на угоди між СРСР і західними союзниками, домогтися капітуляції тільки на Заході важко, слід проводити політику окремих капітуляцій на рівні груп армій та нижче.
4 травня 1945 року новопризначений головнокомандувач німецьких ВМС генерал-адмірал Ганс-Георг фон Фрідебург підписав Акт про капітуляцію всіх німецьких збройних сил у Голландії, Данії, Шлезвіг-Гольштейні та Північно-Західній Німеччині перед 21-ю групою армій фельдмаршала Бернарда Монтгомері.
5 травня 1945 року перед американським генералом Д. Деверсом капітулював генерал піхоти Ф. Шульц, який командував групою армій «G», що діяла в Баварії та Західній Австрії. Однак на півдні у Рейху ще залишалися великі групи армій «Центр» та «Австрія» (в мин. «Південь») під командуванням генерал-фельдмаршала Альберта Кессельрінга.

## Перший акт
Підписавши 4 травня 1945 року в Люнебурзі Акт про капітуляцію німецьких військ на півночі, адмірал Фрідебург попрямував до штаб-квартири Ейзенхауера, яка розташовувалася в Реймсі, аби за дорученням Деніца порушити перед ним питання про капітуляцію німецьких військ на Західному фронті. Оскільки через нельотну погоду він був змушений добиратися від Брюсселя до Реймса автомобілем, у Реймс німецька делегація прибула тільки о 17:00 5 травня. Між тим Ейзенхауер заявив своєму начальнику штабу Уолтеру Беделл Сміту, що з німцями торгу не буде, і він не має наміру бачити німців, доки вони не підпишуть умов капітуляції. Переговори були доручені генералам У. Б. Сміту та Карлу Стронгу (останній брав участь у переговорах щодо капітуляції Італії в 1943 р.).

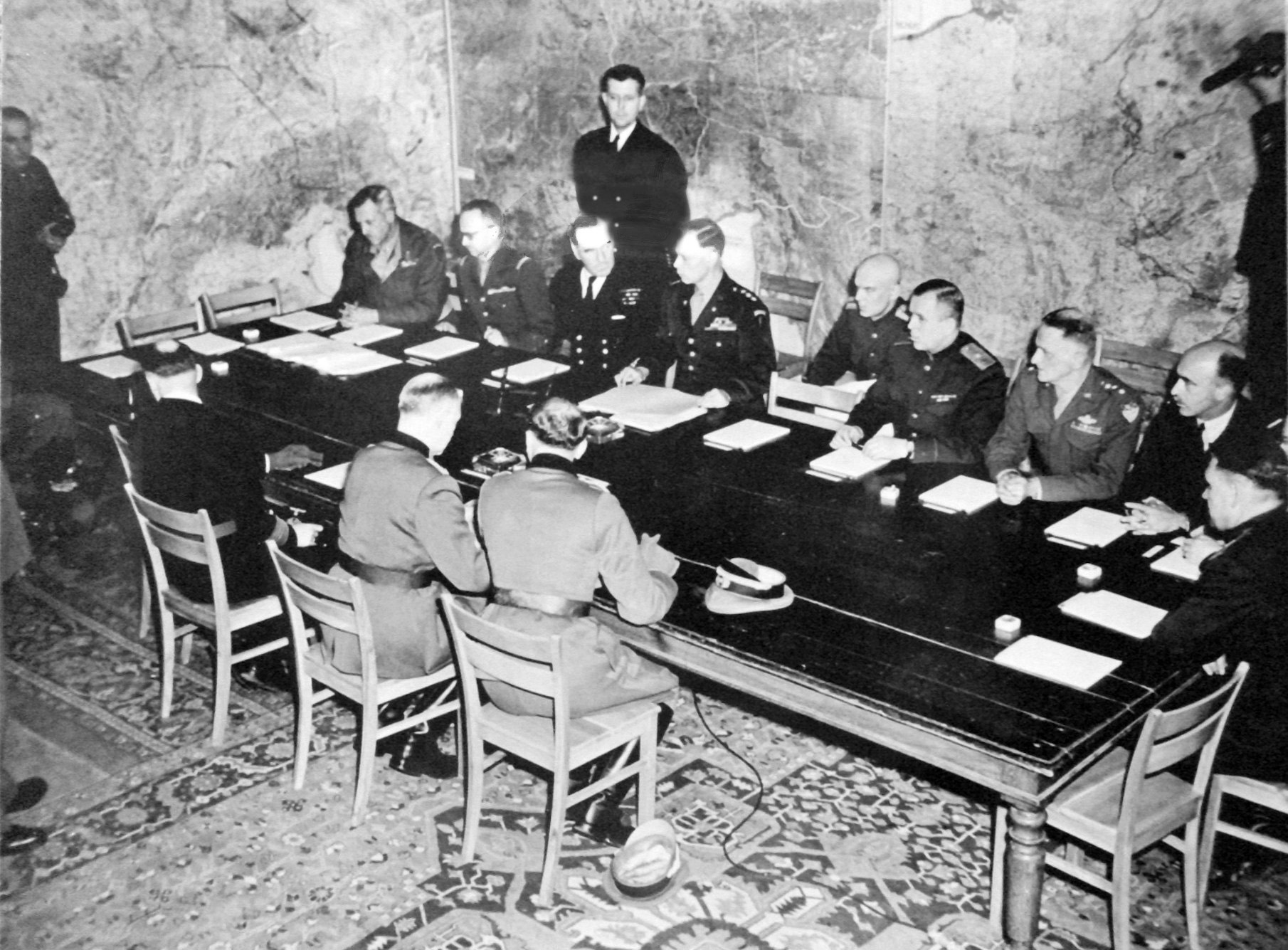
Підписання капітуляції в Реймсі. Спиною: Ганс Фрідебург, Альфред Йодль, Вільгельм Оксеніус. Обличчям: сер Ф. Е. Морган, Франсуа Севез, Гарольд Берроу, Гаррі С. Батчелл, У. Б. Сміт, Конрад Стронг, Іван Черняєв, Іван Суслопаров, Карл Спаатс, Джон Робб, Іван Зенковіч (збоку)

Переговори проходили в приміщенні оперативного відділу союзного штабу (цей штаб містився в будинку, який називали «червоним шкільним будинком», власне в будівлі технічного коледжу). Для того щоб продемонструвати Фрідебургу безперспективність становища німців, Сміт наказав повісити на стіни карти, що позначали становище на фронтах, а також картами з позначенням нібито підготовлюваних союзниками ударів. Ці карти справили на Фрідебурга велике враження. Фрідебург запропонував Смітові капітуляцію німецьких військ, які залишилися на Західному фронті; Сміт відповідав, що Ейзенхауер відмовляється продовжувати переговори, якщо пропозиція про капітуляцію не стосуватиметься також і Східного фронту; можлива тільки загальна капітуляція, причому війська на Заході та Сході повинні залишатися на своїх місцях. На це Фрідебург відповів, що в нього немає повноважень на підписання загальної капітуляції. Вивчивши представлений йому текст Акта про капітуляцію, Фрідебург телеграфував Деніцу, з проханням дозволу підписати загальну капітуляцію або послати для цього Кейтеля та командувачів повітряних та морських сил.

Деніц визнав умови капітуляції неприйнятними та послав у Реймс Йодля, який був відомий як категоричний противник капітуляції на Сході. Йодль повинен був пояснити Ейзенхауерові, чому загальна капітуляція неможлива. Він прибув у Реймс увечері 6 травня. Після годинної дискусії з ним Сміт і Стронг дійшли висновку, що німці просто тягнуть час, щоб встигнути переправити на Захід якнайбільше військ і біженців, про що й доповіли Ейзенхауеру. Останній наказав Смітові передати німцям:
...якщо вони не припинять шукати відмовок та тягнути час, я негайно закрию весь фронт союзників та силою зупиню потік біженців через розташування наших військ. Я не потерплю жодних подальших зволікань.
Отримавши цю відповідь, Йодль зрозумів, що його становище є безвихідним, і запросив у Деніца повноважень на загальну капітуляцію. Деніц назвав поведінку Ейзенхауера «справжнісіньким шантажем», однак, також зрозумівши безвихідність ситуації, незабаром після опівночі 7 травня доручив Кейтелю відповісти:
Грос-адмірал Деніц надає повне право підписати відповідно до запропонованих умов.
Церемонія підписання була призначена на 2:30 ночі. Акт про капітуляцію мав набрати чинності о 23:01 8 травня, тобто майже через дві доби після підписання. Деніц сподівався скористатися цим часом, щоб перемістити на Захід яконайбільше військ та біженців.
6 травня 1945 року в SHAEF були викликані представники союзницьких командувань: члени радянської місії генерал Суслопаров та полковник Зенковіч, а також заступник начальника Вищого штабу національної оборони Франції генерал Севез (начальник штабу, генерал Жюін, перебував у Сан-Франциско на установчій конференції ООН). Ейзенхауер усіляко намагався заспокоїти підозрілість радянських представників, які вважали, що англо-американські союзники готові змовитися з німцями за їхньою спиною. Що ж стосується ролі Севезо, який підписав Акт у ролі свідка, то вона виявилася незначною: генерал, будучи чистим військовим, не намагався відстоювати престижні інтереси Франції і, зокрема, не протестував проти відсутності французького прапора в приміщенні, де підписувалася капітуляція. Сам Ейзенхауер відмовився брати участь у церемонії підписання Акта з протокольних міркувань, оскільки німецьку сторону представляв начальник штабу, а не головнокомандувач — церемонія, таким чином, пройшла на рівні начальників штабів.
О 02:41 7 травня 1945 року в приміщенні оперативного відділу SHAEF генерал Йодль поставив свій підпис під Актом про капітуляцію.
Хоча на церемонії підписання капітуляції була присутня група із 17 журналістів, США і Британія погодилися відкласти публічне оголошення про капітуляцію, щоб Радянський Союз міг підготувати другу церемонію капітуляції в Берліні. З репортерів була взята клятва, що вони повідомлять про капітуляцію тільки 36 годин по тому — рівно о 3:00 8 травня 1945 року. Проте німецьке радіо (з Фленсбурга) повідомило про підписання капітуляції вже 7 травня, о 14 годині 41 хвилині. Ще через годину про це повідомило агентство «Ассошіейтед Прес», репортер якого Едвард Кеннеді після німецького повідомлення визнав себе вільним від обіцянки тримати подію в секреті. За це Верховне командування союзників (SHAEF) позбавило Кеннеді акредитації, а згодом він був звільнений з агентства і мовчання про капітуляцію тривало на Заході ще добу — лише вдень 8 травня про неї заявлено офіційно. У Радянському Союзі на інформацію про капітуляцію 7 травня була накладена абсолютна заборона.

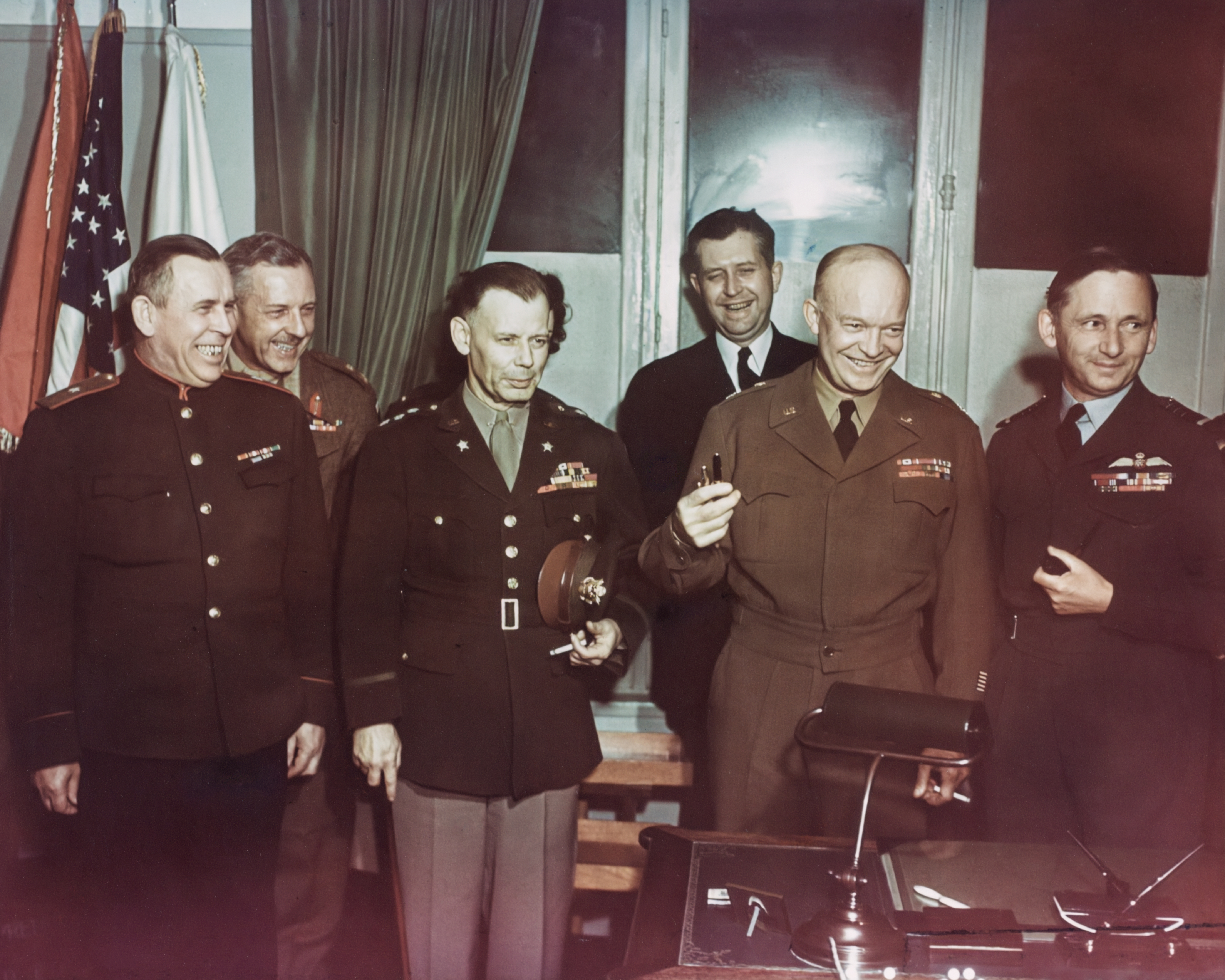
Після підписання капітуляції. У першому ряду: Суслопаров, Сміт, Ейзенхауер, маршал авіації Королівських ВПС Артур Теддер (заст. Ейзенхауера).
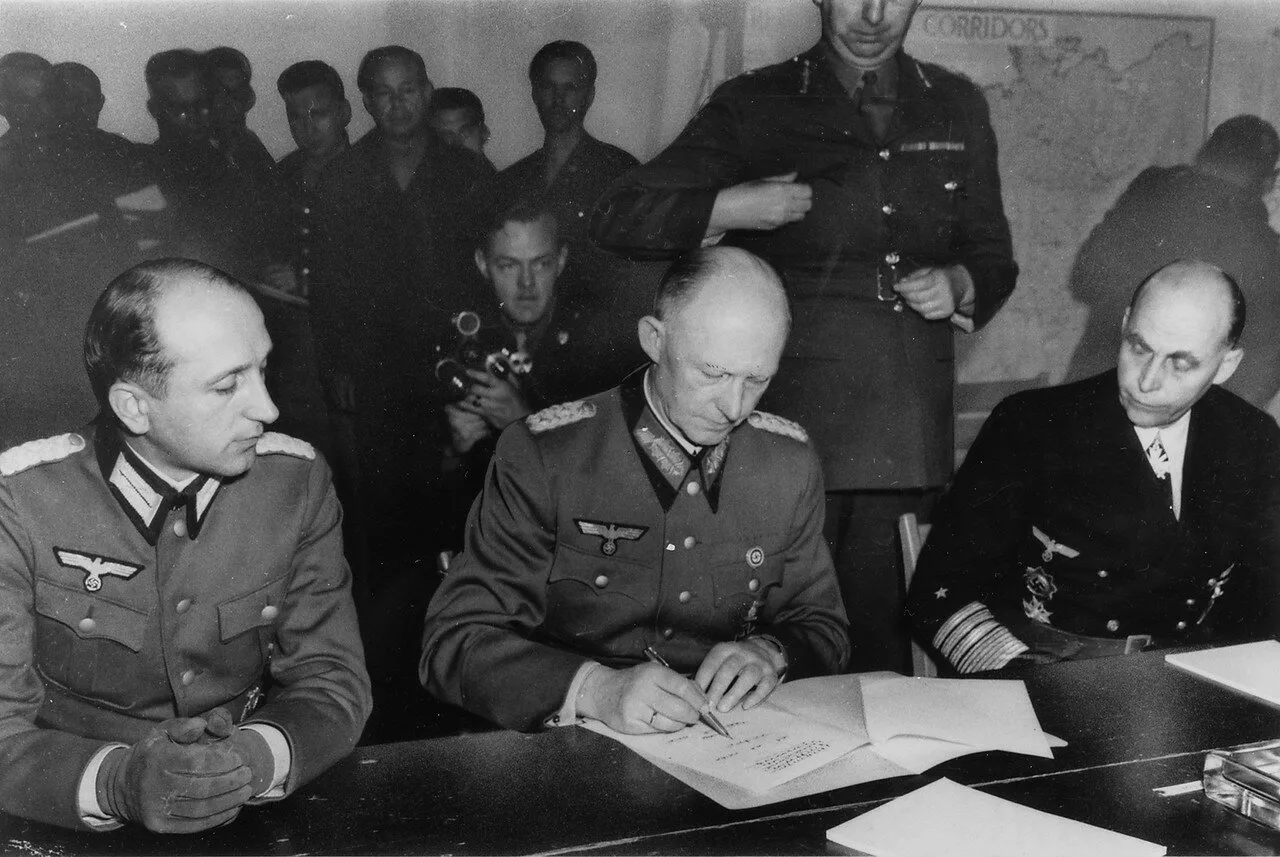
Йодль підписує капітуляцію. Зліва направо: Вільгельм Оксеніус (перекладач та помічник Йодля), Йодль, Фрідебург. Варто Карл Спаатс, глава розвідуправління SHAEF.
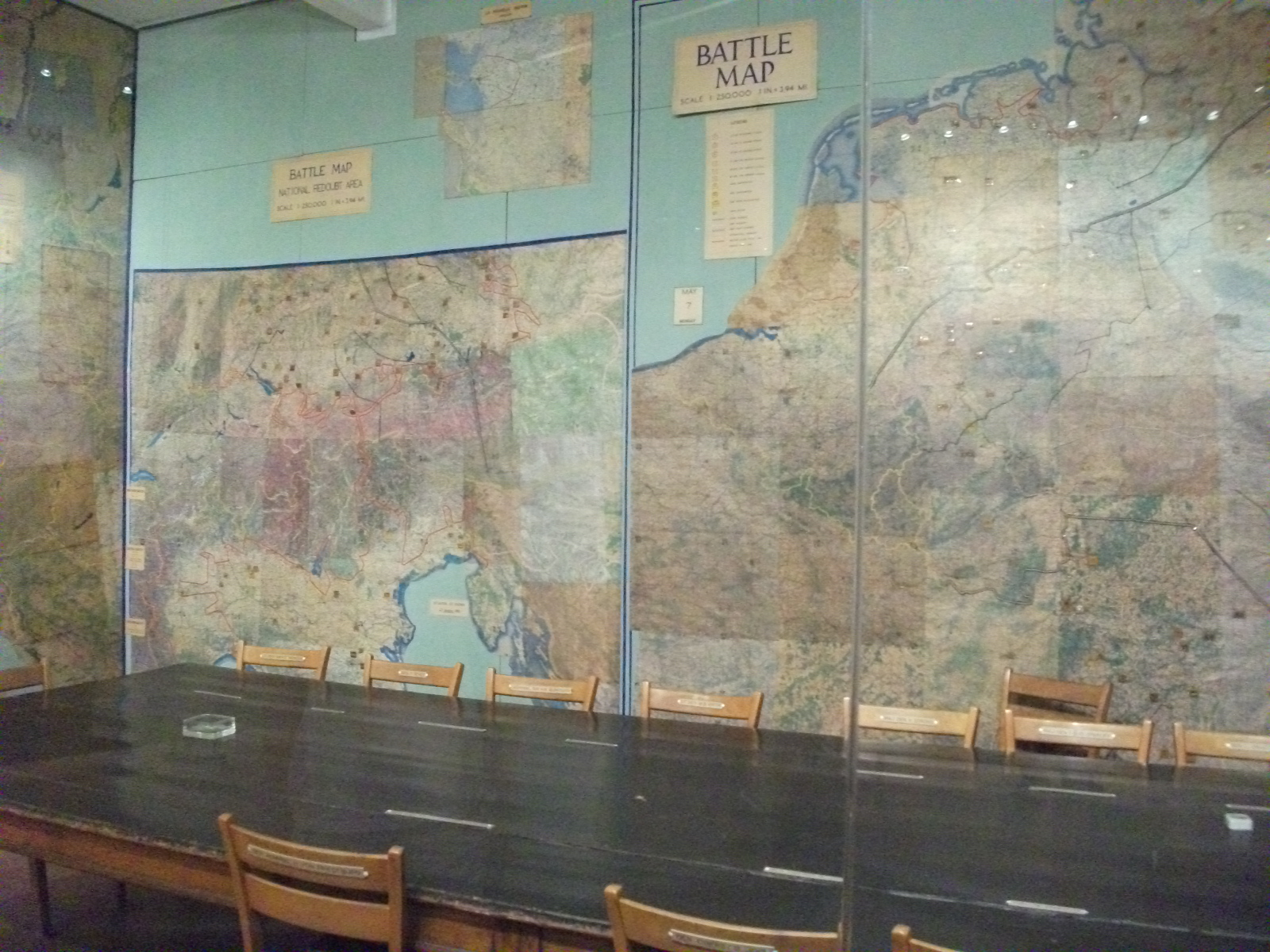
Приміщення оперативного відділу SHAEF, у якому була підписана капітуляція.
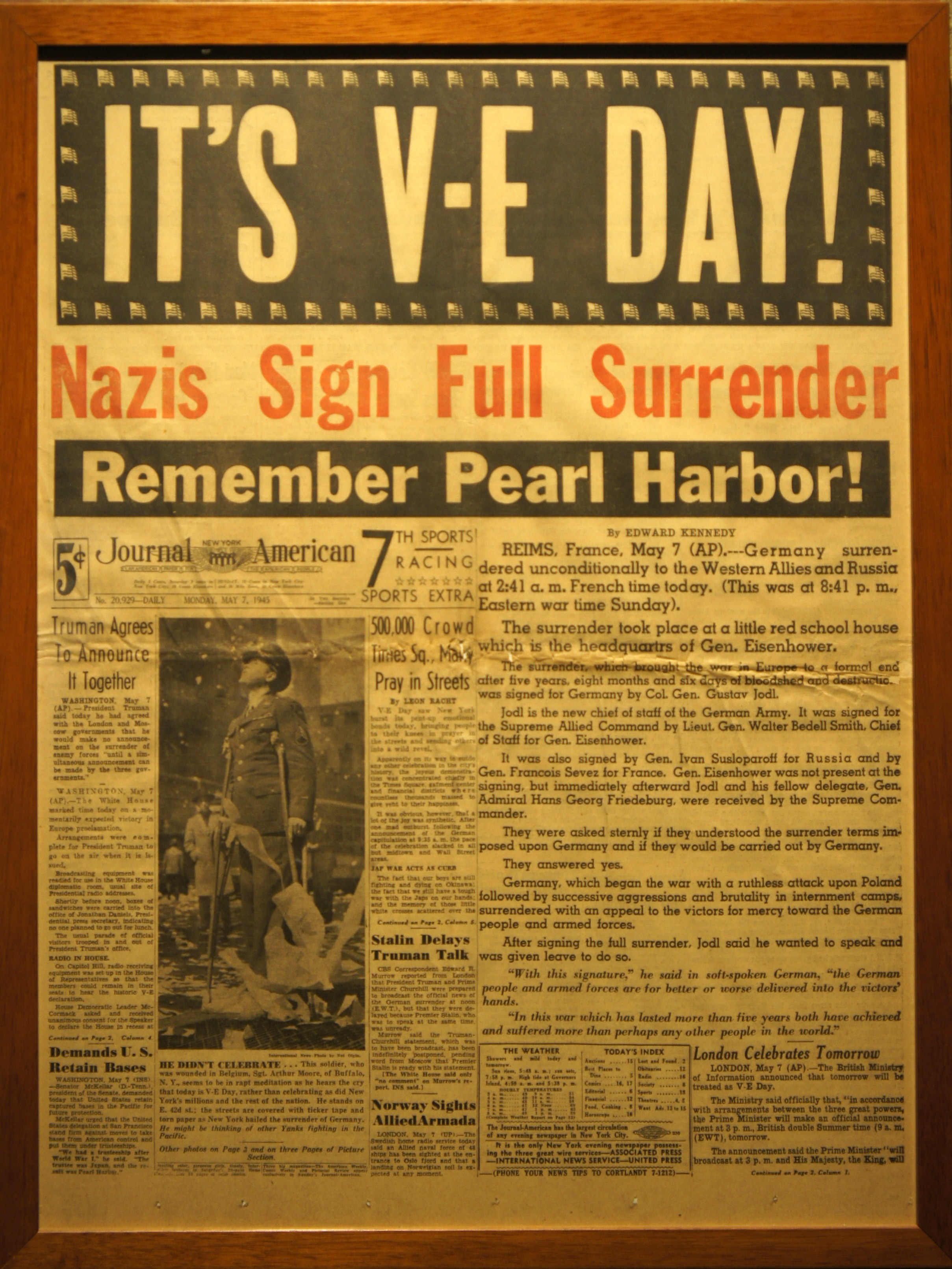
Репортаж на першій шпальті видання New York Journal-American під заголовком «Нацисти оголосили про повну капітуляцію»

## Другий акт
Радянський представник генерал Суслопаров підписав Акт у Реймсі на свій страх та ризик, оскільки до моменту, призначеного для підписання, інструкції з Кремля ще не надійшли. Він зважився поставити свій підпис із застереженням, що цей Акт не повинен виключати можливість підписання іншого Акта на вимогу однієї з країн-союзниць. Незабаром після підписання Акта Суслопаров отримав телеграму Сталіна з категоричною забороною підписувати капітуляцію.
Сталін був обурений підписанням капітуляції в Реймсі, при якій провідну роль відігравали західні союзники. Він відмовився визнати цей Акт, зажадавши його нового підписання у взятому Червоною армією Берліні та попросивши союзників не робити офіційних оголошень про перемогу до набрання чинності капітуляції (тобто до 9 травня).

В останній вимозі йому відмовили і Черчилль (який зазначив, що парламент вимагатиме від нього інформації про підписання капітуляції), і Трумен (який заявив, що прохання Сталіна надійшло до нього занадто пізно та скасувати оголошення про перемогу вже неможливо). Зі свого боку Сталін заявив:
Договір, підписаний у Реймсі, не можна скасувати, але його не можна і визнати. Капітуляція повинна бути здійснена як найважливіший історичний Акт і прийнята не на території переможців, а там, звідки прийшла фашистська агресія, — в Берліні, і не в односторонньому порядку, а обов'язково верховним командуванням всіх країн антигітлерівської коаліції.
У відповідь союзники погодилися провести церемонію вторинного підписання Акта у Берліні. Ейзенхауер сповістив Йодля, що німецьким головнокомандувачам видів збройних сил необхідно з'явитися для підписання остаточної офіційної процедури в той час і місце, яке буде вказане радянським та союзним командуваннями.

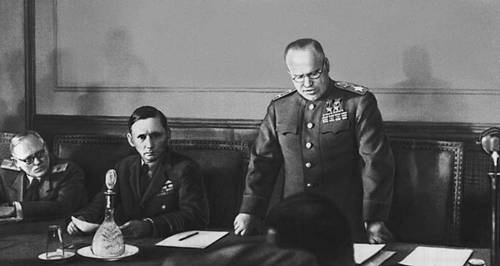
Жуков зачитує Акт капітуляції в Карлсхорсті. Поруч із Жуковим — Артур Теддер.

Кейтель підписує капітуляцію у Карлсхорсті

8 травня о 22:43 за центральноєвропейським часом (о 00:43, 9 травня за московським) у берлінському передмісті Карлсгорст у будівлі колишньої їдальні військово-інженерного училища підписано ще один Акт про капітуляцію Німеччини. Його текст майже дослівно повторює текст 7 травня, включаючи навіть статтю 4, яка втратила реальний сенс. Карлсгорстський акт підтвердив і час припинення вогню — 8 травня о 23:01 за центральноєвропейським часом. Слід зазначити, що ця остання обставина позбавляла Акт 8 травня всілякого практичного значення:
1. Усі накази, віддавання яких вимагав цей Акт, вже були віддані німецьким командуванням 7 травня.
2. Якби вони не були віддані, віддати їх і доставити до місць призначення за 17 хвилин, що залишилися до вступу капітуляції в силу, було фізично неможливо.

Від німецької сторони Акт підписали: генерал-фельдмаршал, начальник Верховного головнокомандування Вермахту Вільгельм Кейтель, представник люфтваффе — генерал-полковник Ганс-Юрген Штумпф та крігсмаріне — адмірал Ганс-Георг фон Фрідебург. Беззастережну капітуляцію приймали маршал Жуков Георгій Костянтинович (від радянської сторони) та заступник головнокомандувача союзних експедиційних сил маршал Артур Теддер (англ. Arthur William Tedder) (Велика Британія). У ролі свідків свої підписи поставили генерал Карл Спаатс (англ. Carl Spaatz) (США) і генерал Жан Марі де Латр де Тассіньї (Франція).
Слід зазначити, що спочатку до Берліна для прийому капітуляції від імені союзного командування збирався вилетіти сам Ейзенхауер, але він був зупинений запереченнями Черчилля та групи офіцерів свого оточення, незадоволених вторинним підписанням: насправді, присутність Ейзенхауера в Берліні, за відсутності в Реймсі, применшувала вагу Реймського акта і підносила — берлінського. У результаті, Ейзенхауер послав замість себе свого заступника Артура Теддера.
Радянські люди дізналися про це з повідомлення Радінформбюро 9 травня 1945 року лише о 10 вечора (за московським часом), з вуст диктора Юрія Левітана.
Тоді, за погодженням між урядами СРСР, США і Великої Британії, була досягнута домовленість вважати процедуру в Реймсі попередньою. Тим не менш, у європейській історіографії підписання капітуляції німецьких збройних сил, як правило, пов'язують із процедурою в Реймсі, а підписання Акта про капітуляцію в Берліні іменують «ратифікацією».
Прийнявши капітуляцію, Радянський Союз не підписав мир із Німеччиною, тобто формально залишився у стані війни. Наказ про припинення стану війни був прийнятий Президією Верховної Ради СРСР 25 січня 1955 року.

## Відео
- Підписання капітуляції в Реймсі [Архівовано 20 липня 2013 у Wayback Machine.]
- Підписання капітуляції в Карлсхорсті [Архівовано 19 жовтня 2014 у Wayback Machine.]